# Tacita zenkevitchi
Tacita zenkevitchi is een slakkensoort uit de familie van de Buccinidae. De wetenschappelijke naam van de soort is voor het eerst geldig gepubliceerd in 1975 door Lus.